# Pégasus Alado
Pégasus Alado é uma editora independente de quadrinhos criada em 2006 pelos desenhistas brasilienses Caio Gomez, Stêvz e Biu com o objetivo de lançar o fanzine Bongolê Bongoró, que teve duas edições, em 2016 e 2017 respectivamente. Em 2008, a editora começou a publicar anualmente o Calendário Pindura, cuja última edições saiu em 2012. Em 2011, a Pégasus Alado ganhou o Troféu HQ Mix na categoria "melhor projeto editorial" pelo Calendário Pindura.